# Go to Sleep
Go to Sleep (Little Man Being Erased.) – drugi singel angielskiej grupy Radiohead z jej szóstego albumu Hail to the Thief. Wydany został 18 sierpnia 2003 roku.
Singel dotarł do 12. pozycji na UK Singles Chart, 2. na Canadian Singles Chart, 34. na ARIA Charts, 87. we Francji oraz 14. lokaty na Modern Rock Tracks.

## Teledysk
Wyreżyserowany przez Alexa Rutterforda, komputerowo stworzony teledysk pokazuje Thoma Yorke'a, siedzącego na ławce i śpiewającego utwór oraz różę. Obok nich przechodzą ludzie w garniturach. W pewnym momencie znajdujące się w pobliżu klasycystyczne budynki rozpadają się, aby "odrodzić się" już w stylu modernistycznym. Ostatnie ujęcie znów pokazuje różę.

## Lista utworów

### W Wielkiej Brytanii
- CD 1 CDR6613

1. "Go to Sleep"
2. "I Am Citizen Insane"
3. "Fog (Again)" (Live)

- CD 2 CDRS6613

1. "Go to Sleep"
2. "Gagging Order"
3. "I Am a Wicked Child"

- 12" 12R6613

1. "Go to Sleep"
2. "I Am Citizen Insane"
3. "I Am a Wicked Child"

### W Stanach Zjednoczonych
- CD 52953: wydano 3 sierpnia 2003 roku przez Capitol Records

1. "Go to Sleep"
2. "Gagging Order"
3. "I Am a Wicked Child"

- 12" R-19218

1. "Go to Sleep"
2. "I Am Citizen Insane"

### W Kanadzie
- CD

1. "Go to Sleep"
2. "I Am Citizen Insane"
3. "Fog (Again)" (Live)